# Taríka
A taríka (arab: طریقة, átírással: ṭarīqa, tsz. ṭuruq, ṭarāʾiq) a szúfizmus iskolája vagy vallási rendje, de különösen a rend misztikus tanításának és spirituális gyakorlatainak fogalma a spirituális felemelkedés és az igazság misztikus megismerése céljából.
A taríka főképp az iszlám misztikában használt szakszó, de földrajzi kontextusban is használatos. Az arab T-R-K gyökből képzett szó, jelentése: viselkedésmód, módszer. Az iszlám misztika is ezekkel a jelentésekkel dolgozik, viszont spirituális szempontból. A misztikus/szúfi út elnevezésére szolgál a kifejezés. Az arab fizikai értelemben vett út (tarík) spirituális értelemben vett megfelelőjeként értendő.

## Jelentései
Az iszlám misztikában három jelentést foglal magába a taríka szó. Egyrészt lehet a misztikus út megnevezése, másrészt maga a módszer, amellyel keresik az Istennel való egységet, harmadrészt pedig szúfi rendek elnevezései.

### Misztikus út
Ebben a jelentésben a misztikus útként szerepel. A misztikusok között konszenzus van arra vonatkozóan, hogy a vágyott célt csak misztikus úton való haladás által lehet elérni, ami során különböző állomásokon (makámát) és állapotokon (ahvál) halad keresztül a személy. Arra vonatkozóan viszont nincs egyetértés, hogy az úton való haladás hogyan történjen. A taríka az alapja a spirituális fejlődésnek.
Az iszlám misztika korai időszakában a taríka a misztikus cél érdekében történő fejlődést jelentette. Ennek érdekében az Isten felé törekvőt egy mester segítette és támogatta a misztikus úton.

#### Állomások (makámát) és állapotok (ahvál)
A Kitáb al-lumaʿ (Kitāb al-lumaʿ) című könyv, melyet asz-Szarrádzs írt, hét állomást (makámát) ír le, melyek a következők: 
- 1. bűnbánat,
- 2. önmegtartóztatás,
- 3. lemondás,
- 4. szegénység,
- 5. türelem,
- 6. Istenben való hit,
- 7. megelégedés.

Az állomások (makámát) nem összetévesztendők az állapotokkal (ahvál). Utóbbiak inkább érzések vagy gondolatok, az említett műből néhány példával szemléltetve: meditáció, szerelem, félelem, remény, csendesség, bizonyosság stb. A misztikus út során szükséges az összes állomáson (makámát) áthaladni, anélkül nem érhető el a vágyott cél. Az állomásokhoz (makámát) bizonyos állapotok köthetők, melyeket szintén át kell élnie a misztikus utazónak.

### Módszer
Ebben a jelentésben spirituális módszerként értendő, a szúfi mesterek és rendek tanításainak összességét takarja, tehát a módszert, amellyel a tanítvány elérheti a vágyott célt.

### Szúfi rend
A szúfizmus intézményesülésével az addig jellemző mester-tanítvány viszony fokozatosan átalakult, nagyobb méreteket öltött, és egy mester körül több tanítvány is összegyűlt. A korai csoportosulásokra jellemző volt, hogy a közös cél és annak közös elérési módja tartotta össze. A későbbi intézményesült szúfizmusban viszont különböző rendek alakultak ki, és a taríka, mely addig a misztikus utat volt hivatott jelölni, itt már a rendek elnevezésére utal.
A 6-7/12-13. században megnövekedett a száma azoknak, akik misztikus úton kívánták elérni Istent. Több nagyobb szúfi rend alakult, illetve ezekhez köthető kisebb rendek is feltűntek. Az okok között felsorolható, hogy az ebben az időszakban zajló mongol hódítás és az Abbászida Kalifátus összeomlása a hagyományos vallási struktúrák megkérdőjelezését, és a misztikus irányzatok felé fordulást idézte elő. Ennek következtében a szúfi sejkek pozíciója megerősödött. A taríka a szúfi rendek esetében a szilszila szinonimájaként értendő. A szúfi rendek követői különféle, a rendre jellemző vallási gyakorlatokat végeztek, például dzikret (más néven hadra), szamáʿ (meghallgatás), melynek során vallási verseket és énekeket játszottak hangszerrel vagy anélkül, illetve kimondottan erre a célra alapított intézményekben (ribát, závijja) gyűltek össze. A vallási gyakorlatok szúfi rendtől függően többfélék lehetnek.

#### Nagyobb szúfi rendek
- Szuhravardijja (Abú Nadzsíb asz-Szuhravardí nevéhez köthető, megh. 1168)
- Kádirijja (ʿAbd al-Kádir al-Dzsilání nevéhez köthető, megh. 1166)
- Rifáʿijja (Ahmad ibn al-Rifáʿí nevéhez köthető, megh. 1182)
- Jaszavijja (Ahmad al-Jaszawí nevéhez köthető, megh. 1166), nomádokból álló szúfi rend
- Kubravijja (Nadzsm al-Dín Kubrá nevéhez köthető, megh. 1221)
- Csistijja (Muʿín al-Dín M. Csistí nevéhez köthető, megh. 1236), főképp Indiában
- Sádzilijja (Abú Madjan Suʿajb megh. 1197 és Abú al-Haszan ʿAlí al-Sádzilí megh. 1236 nevéhez köthető)
- Badavijja (Ahmad al-Badaví nevéhez köthető, megh. 1276), főképp Egyiptomban
- Mavlavijja (Dzsalál al-Dín Rúmí megh. 1273 hatására), főképp Anatóliában
- Naksbandijja, korábban Hwádzsagán (Juszúf al-Hamadáni megh. 1140 és ʿAbd al-Hálik al-Gudzsdavání megh. 1179 nevéhez köthető, viszont általában Muhammad Baháʾ al-Dín al-Naksbandíhoz kötik), főképp Közép-Ázsiában
- A többi szúfi rend is valamilyen módon ezekhez köthető. A fentebbi szúfi rendek általában helyi és/vagy rokonsági alapon szerveződtek.[5]